# Piruro
Piruro (posiblemente del quechua phiruru ‘tortera, rueca’) es un sitio arqueológico en Perú. Declarado Patrimonio Cultural Nacional por Resolución Directoral Núm. 533/INC el 18 de junio de 2002.

## Ubicación
Está situado en el departamento de Huánuco, provincia de Huamalíes, distrito de Tantamayo, en las proximidades del C.P. Coyllarbamba, en el margen oriental del río Tantamayo (afluente del río Marañón) por encima 3800 m.s.n.m.

## Descripción

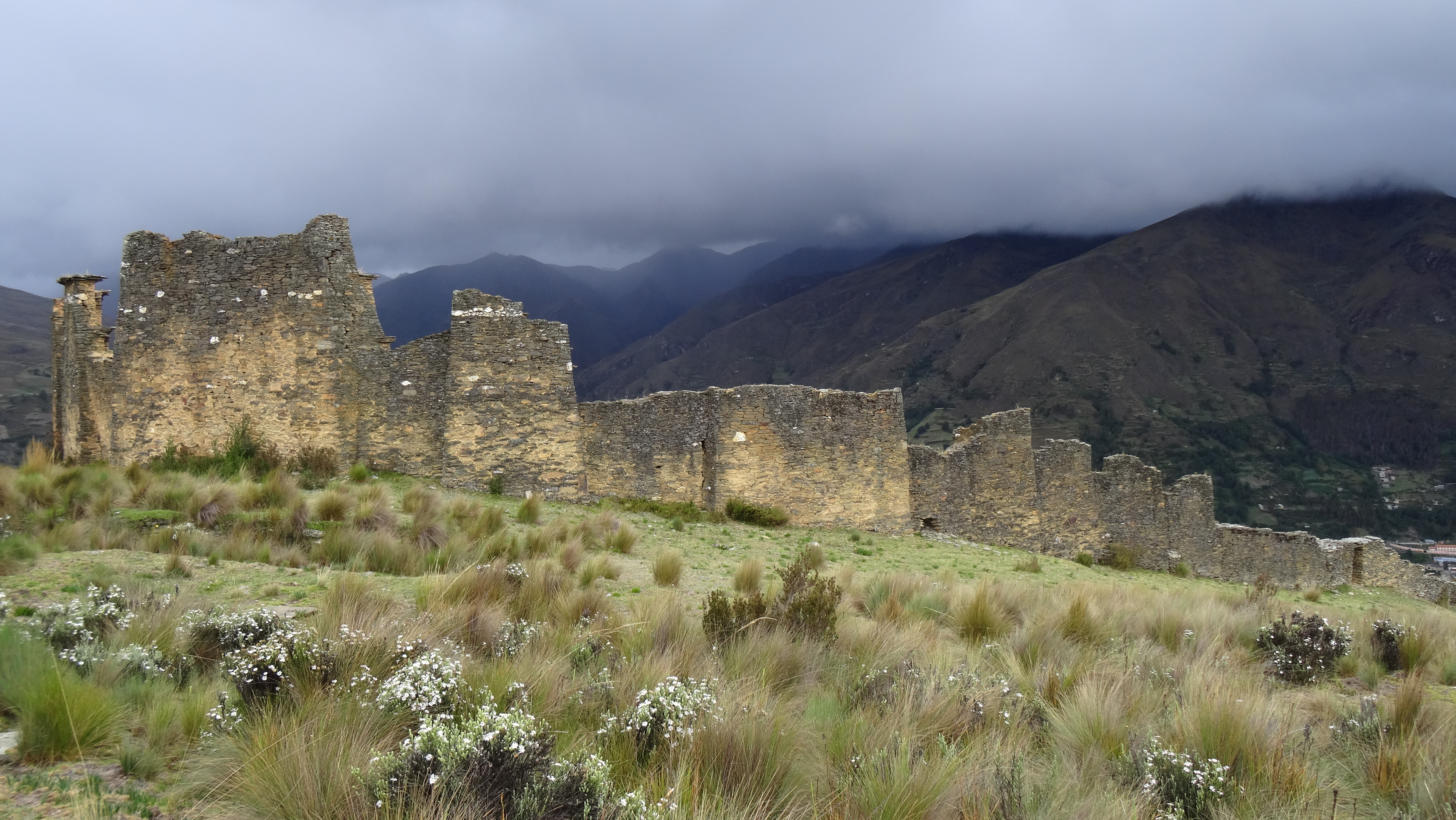
Exterior del gran muro del complejo de Piruro.

El complejo consta de dos partes que se llaman Piruro I y Piruro II. Esta zona arqueológica ha tenido una larga ocupación, su primer vestigio data de 3000 a 2500 años A.C (Precerámico andino) y  extienden hasta el Imperio Inca (Horizonte Tardío).
Las primeras inspecciones arqueológicas de la fortaleza pasada durante las exploraciones de Bertrand Flornoy alrededor de los años 1957 y 1975 y las excavaciones están atribuidas a Lois Girault entre los años 1968 y 1970, la datación de carbono de aquellos exámenes da una fecha entre 1930 y 2100 años A.C. lo cual significa que esta fortaleza fue construida en el periodo Pre-cerámico, Girault encontró restos arquitectónicos de piedras cortadas, similar a los encontrados en Kotosh y las paredes seguras se localizaron en Chavin. La fortaleza está construida por complexión de paredes con piedras cortadas en forma cuadrada y medida uniforme. El edificio está compuesto de 5 pisos, donde el de frente tiene ventanas y puertas rectangulares. En el frente del edificio hay un gran despeje que formas un parque en el centro de él, allí hay restos de una piedra y estructura de barro cubierta por la tierra. Actualmente el edificio esta rodeado por paredes de piedra de 1.5 m de altura con dos puertas rectangulares sobresalientes, también hay una torre de piedra de una altura de 4 m, cerca el sitio hay algunos bultos de piedra en la parte posterior de la estructura que fue utilizado como una escalera improvisada.

## Acceso
Basta con llegar a la ciudad de Tantamayo, ubicado en el margen occidental del río homónimo y que es la capital del distrito homónimo; ya sea desde la ciudad de Huánuco (mediante auto o bus) con 5 horas de viaje o desde Lima Metropolitana mediante bus interprovincial en un tiempo aproximado de 14 horas. Desde allí cruzando el río mencionado mediante el puente se llega al C.P. Coyllarbamba ya sea en movilidad (auto o moto lineal) o a pie, para luego llegar hasta el complejo mediante caminata que tomara unos 10 minutos.

## Galería
- Wikimedia Commons alberga una categoría multimedia sobre Piruro.